# Lucas Estrada
Lucas Carlson Estrada, född 25 maj 1990 i Österhaninge församling, Stockholms län, är en svensk DJ och musikproducent från Tullinge i Stockholm.

## Biografi
Estrada började producera musik redan vid 12 års ålder men hans genombrott kom först 2016 kort efter att han började släppa låtar på Spotify. Vid sidan av musikproduktionen driver han även skivbolaget LoudKult som han själv har skivkontrakt på, efter att tidigare ha haft skivkontrakt på TGR Music Group.
I februari 2021 utsågs han som framtidens artist av Sveriges Radio P3. Samma månad hade han drygt 3 miljoner lyssnare i månaden på Spotify.